# Marc Molinaro

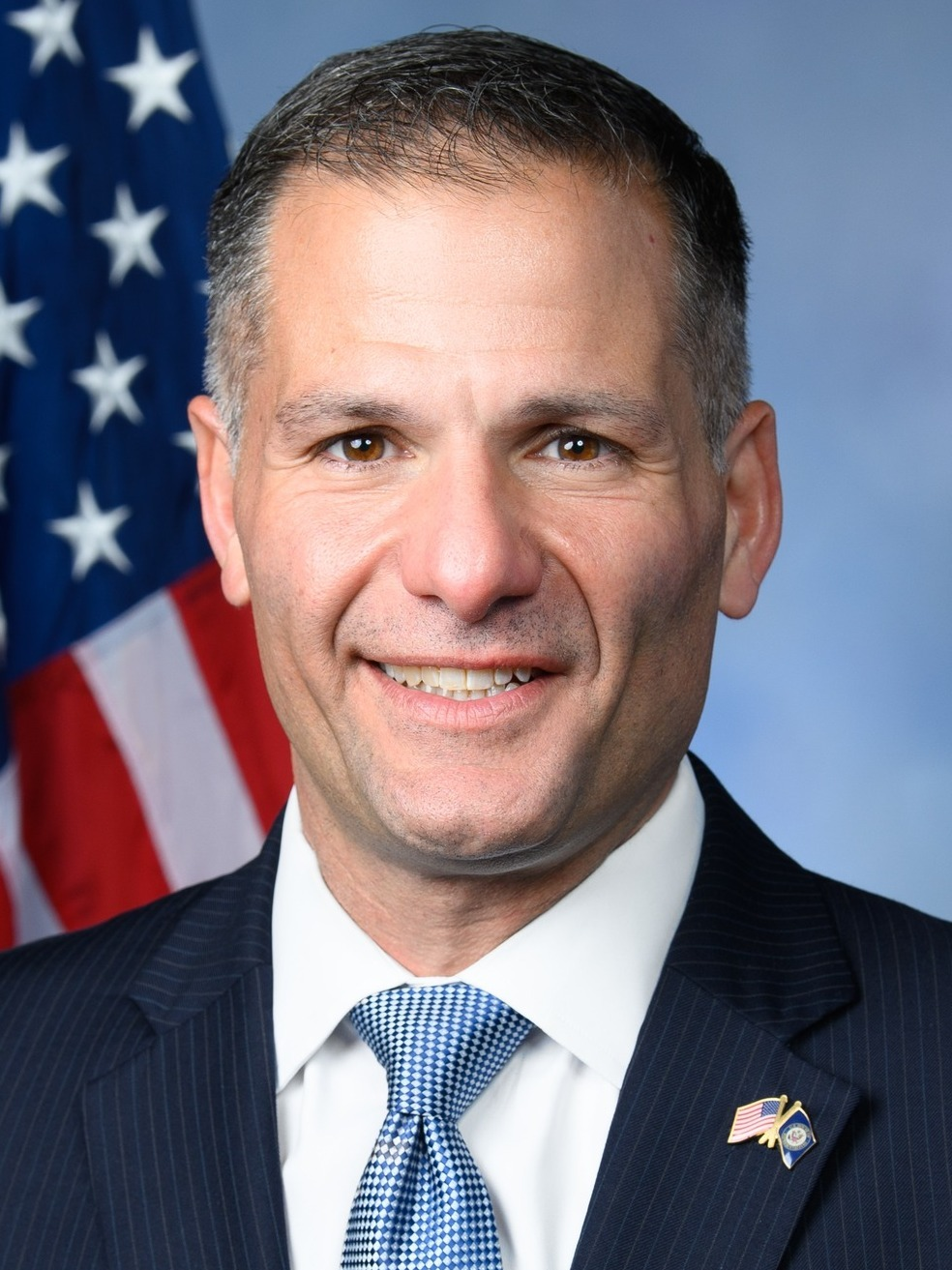
Marc Molinaro (2022)

Marcus J. „Marc“ Molinaro (* 8. Oktober 1975 in Yonkers, New York) ist ein US-amerikanischer Politiker. Er ist Mitglied der Republikanischen Partei. Von 1995 bis 2001 amtierte Molinaro als Bürgermeister des Dorfes Tivoli, New York; anschließend gehörte er von 2001 bis 2006 der Dutchess County Legislature an. Danach vertrat Molinaro den 103. Bezirk in der New York State Assembly. Seit dem 1. Januar 2012 ist er „County Executive“ des Dutchess County.
Molinaro trat 2018 als republikanischer Kandidat bei der Wahl zum Gouverneur des Bundesstaates New York an, unterlag jedoch gegen den Amtsinhaber Andrew Cuomo. Seit 3. Januar 2023 vertritt er den 19. Kongresswahlbezirk von New York im Repräsentantenhaus.

## Leben
Molinaro wurde in Yonkers, einer Vorstadt von New York City geboren, wo er bis zu seinem fünften Lebensjahr aufwuchs. 1980 zog die Familie nach Beacon, New York, um, später zog Molinaro mit seinen Eltern nach Tivoli, New York. Dort besuchte er die Highschool und anschließend das Dutchess Community College in Poughkeepsie. Dort studierte er Sozialwissenschaften und erhielt 2001 seinen Bachelor of Arts.
Marc Molinaro ist Mitglied der Internationalen Rotkreuz-Bewegung. Er ist mit Corinne Adams verheiratet und hat mit ihr zwei Kinder, außerdem hat Molinaro noch einen Sohn und eine Tochter aus einer vorherigen Beziehung. Marc Molinaro lebt in Red Hook.

## Politische Karriere
1994 wurde Marc Molinaro als 18-Jähriger in das Board of Trustees seines Heimatdorfes Tivoli gewählt. Ein Jahr später wurde er in dem Ort zum Bürgermeister gewählt und war mit nur 19 Jahren der jüngste Bürgermeister in den Vereinigten Staaten. Nach fünf Amtszeiten gab Molinaro das Bürgermeisteramt im Jahr 2001 schließlich ab, anschließend war er bis zum 31. Dezember 2006 Abgeordneter der Legislative im Dutchess County. Im Jahr 2006 wurde Molinaro als Vertreter des 103. Bezirks in die New York State Assembly gewählt. Im Januar 2011 wurde Molinaro auf Anraten des Vorsitzenden der New York State Assembly, Brian Kolb in das Governor’s Mandate Relief Redesign Team des Bundesstaates New York aufgenommen.
Im Mai 2011 gab Molinaro seine Kandidatur für die Wahl des County Executive des Dutchess County bekannt. Bei der Wahl am 8. November 2011 setzte er sich mit 62 Prozent der Stimmen gegen den Kandidaten der Demokraten und Bürgermeister der Stadt Beekman, Dan French, durch. Zum 1. Januar 2012 trat Molinaro sein Amt an, er löste damit William Steinhaus ab, der zuvor über 20 Jahre County Executive gewesen war. Seit seiner Amtseinführung arbeitet die Bezirksregierung des Dutchess County mit der kleinsten Belegschaft aller Zeiten. 2014 wurde Molinaro mit dem Land Use Law Center’s Groundbreaker’s Award der Pace University ausgezeichnet. Am 3. November 2015 wurde Molinaro gegen seine Herausforderin Diane Jablonski wiedergewählt. Ebenfalls im Jahr 2015 wurde Molinaro zum Vizepräsidenten der New York State Association of Counties gewählt.

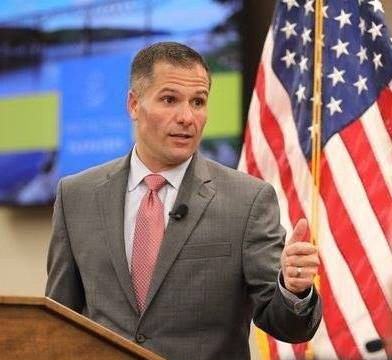
Marc Molinaro (2018)

Im März 2018 informierte Molinaro die Republikanische Partei zu seinem Interesse über eine Kandidatur bei den Gouverneurswahlen in New York, am 2. April 2018 gab er die Kandidatur offiziell bekannt. Am 20. Mai 2019 gab die Reform Party ihre Nominierung Molinaros bekannt, die Republikanische Partei folgte drei Tage später mit ihrer Bekanntgabe. Im Wahlkampf warf das Wahlkampfteam des Kandidaten Andrew Cuomo, der sich zur Wiederwahl aufstellen ließ, Molinaro vor, frauen- und ausländerfeindliche Positionen zu vertreten und bezeichnete ihn als Abtreibungsgegner. Molinaro bezeichnete seine politischen Positionen als Reaktion darauf als differenzierter, Cuomo stelle ihn konservativer dar als er wirklich sei. Molinaro gilt als Verteidiger der National Rifle Association. Bei der Gouverneurswahl am 6. November 2018 erhielt Molinaro 36,8 Prozent der Stimmen und unterlag somit dem Amtsinhaber Andrew Cuomo.

## Abgeordneter im Repräsentantenhaus
Der 19. Kongresswahlbezirk wurde am 25. März 2022 vakant, da Antonio Delgado (Demokratischen Partei) zurücktrat, um Vizegouverneur von New York zu werden. Die Nachwahl wurde am 23. August 2022 abgehalten. Dabei unterlag Molinaro dem Kandidaten der Demokratischen Partei Pat Ryan mit 51,1 zu 48,8 % der Stimmen. Zu regulären Wahl im November 2022 trat Molinaro erneut im 19. Bezirk an, während sein ehemaliger Gegner im 18. Bezirk antrat. Es fanden keine Vorwahlen für Republikanische Kandidaten statt. In der allgemeinen Wahl wurde Molinaro mit fast dem gleiche Ergebnis (51,1 % der Stimmen) gewählt. der unterlegene Kandidat der Demokraten war Josh Riley. Bei der Wahl 2024 kam es erneut zu einem Rennen zwischen Molinaro und Riley, wobei diesmal Molinaro durch Riley mit 51,1 % geschlagen wurde.